# Moule (ustensile)
Pour les articles homonymes, voir Moule.

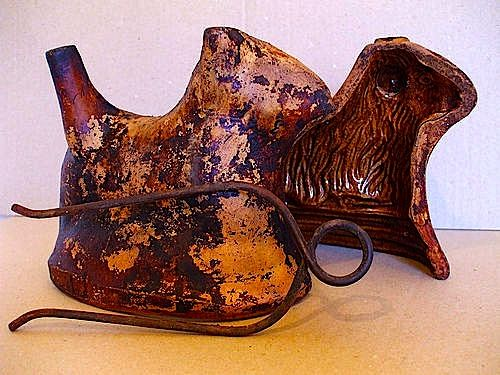
Moule à Osterlammele en terre cuite vernissée de Soufflenheim.

Le moule est un ustensile de cuisine connu depuis la plus haute Antiquité pour la transformation culinaire des produits alimentaires. C'est un récipient qui sert à préparer un plat, à confectionner un gâteau ou à égoutter le fromage en lui donnant une forme particulière.

## Moules à gâteaux
- Moule à gaufres
- Moule à tarte
- Moule à manqué, On appelle moule à manqué un moule à gâteau rond à bords hauts[1].
- Moule à biscuit
- Moule à gâteau

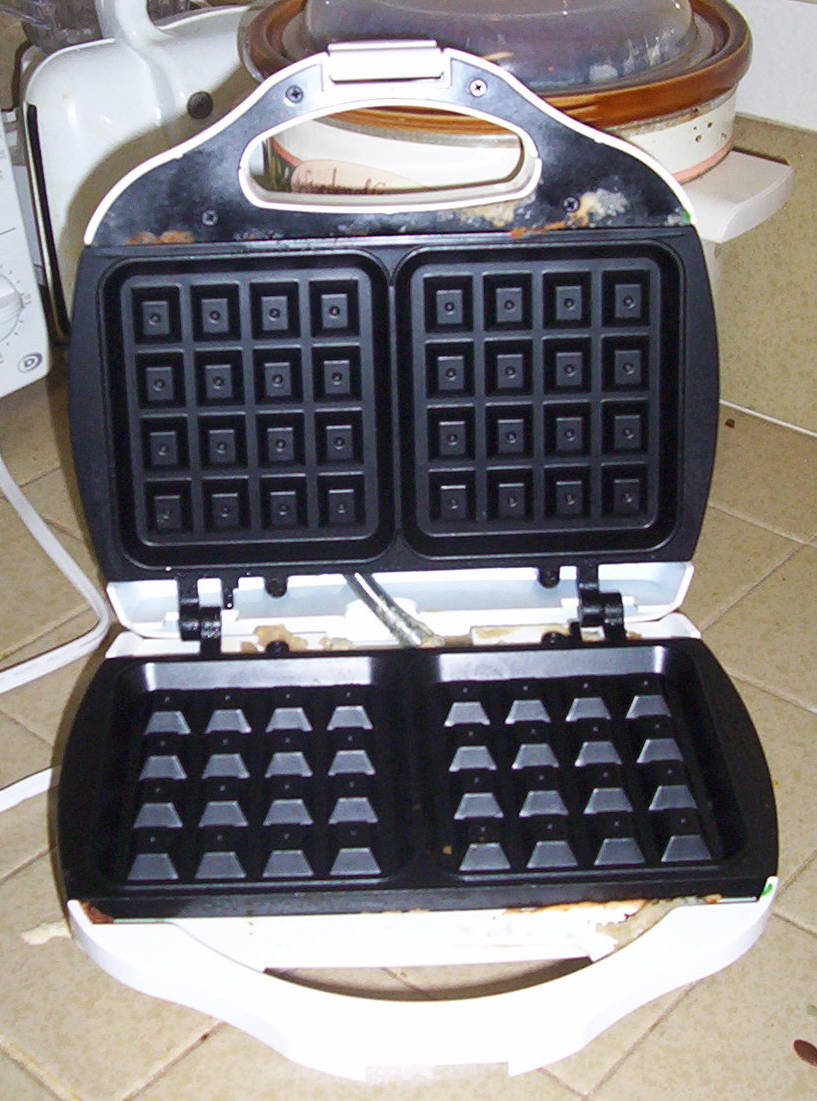
Moule à gaufres.
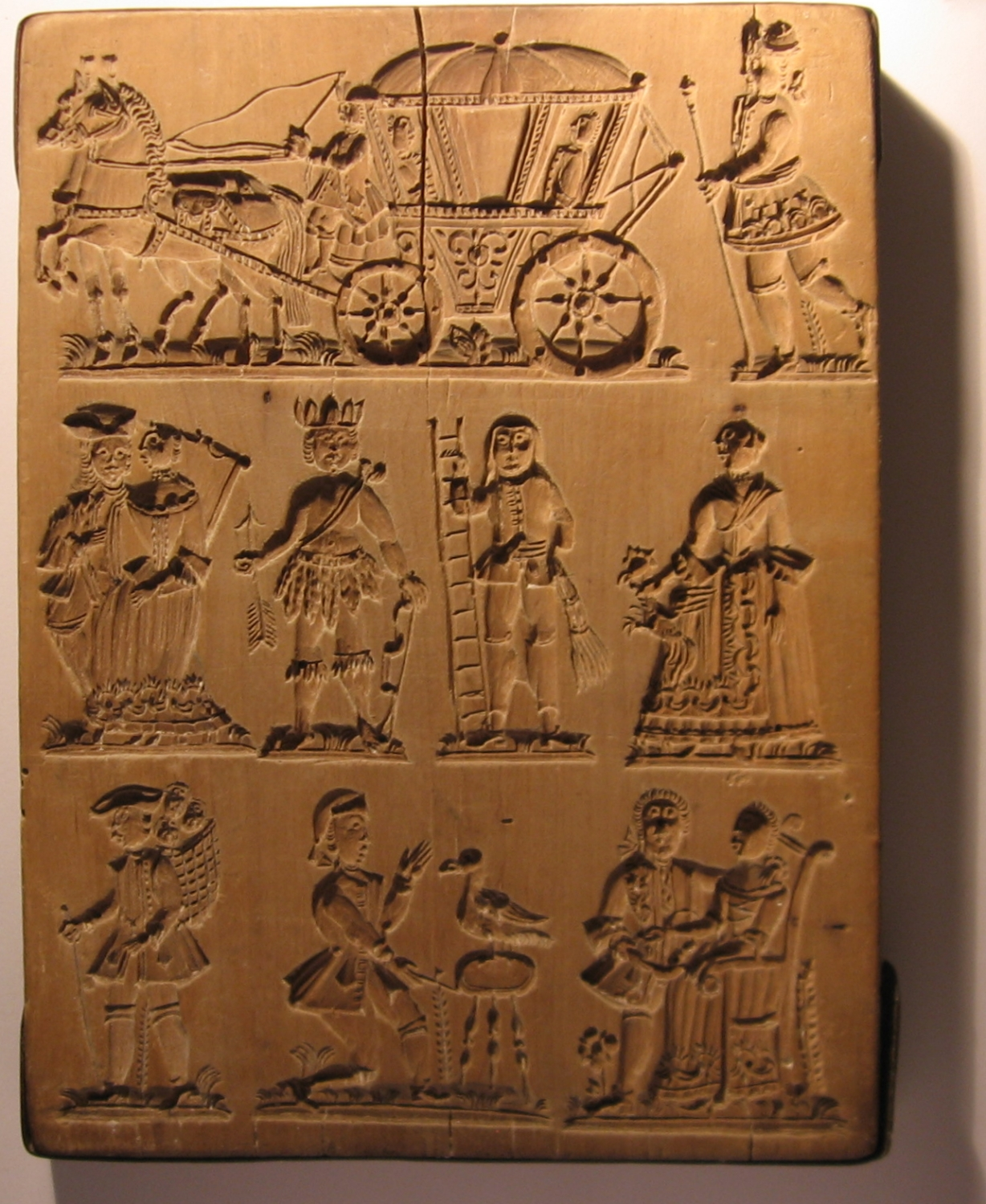
Moule pour la confection de biscuits souabes, les Springerle.
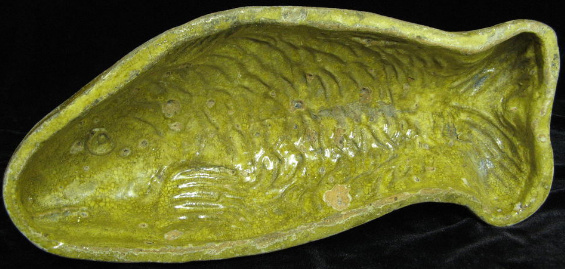
Moule à gâteau en forme de poisson en terre vernissée d'Alsace de la fin du XVIIIe siècle.
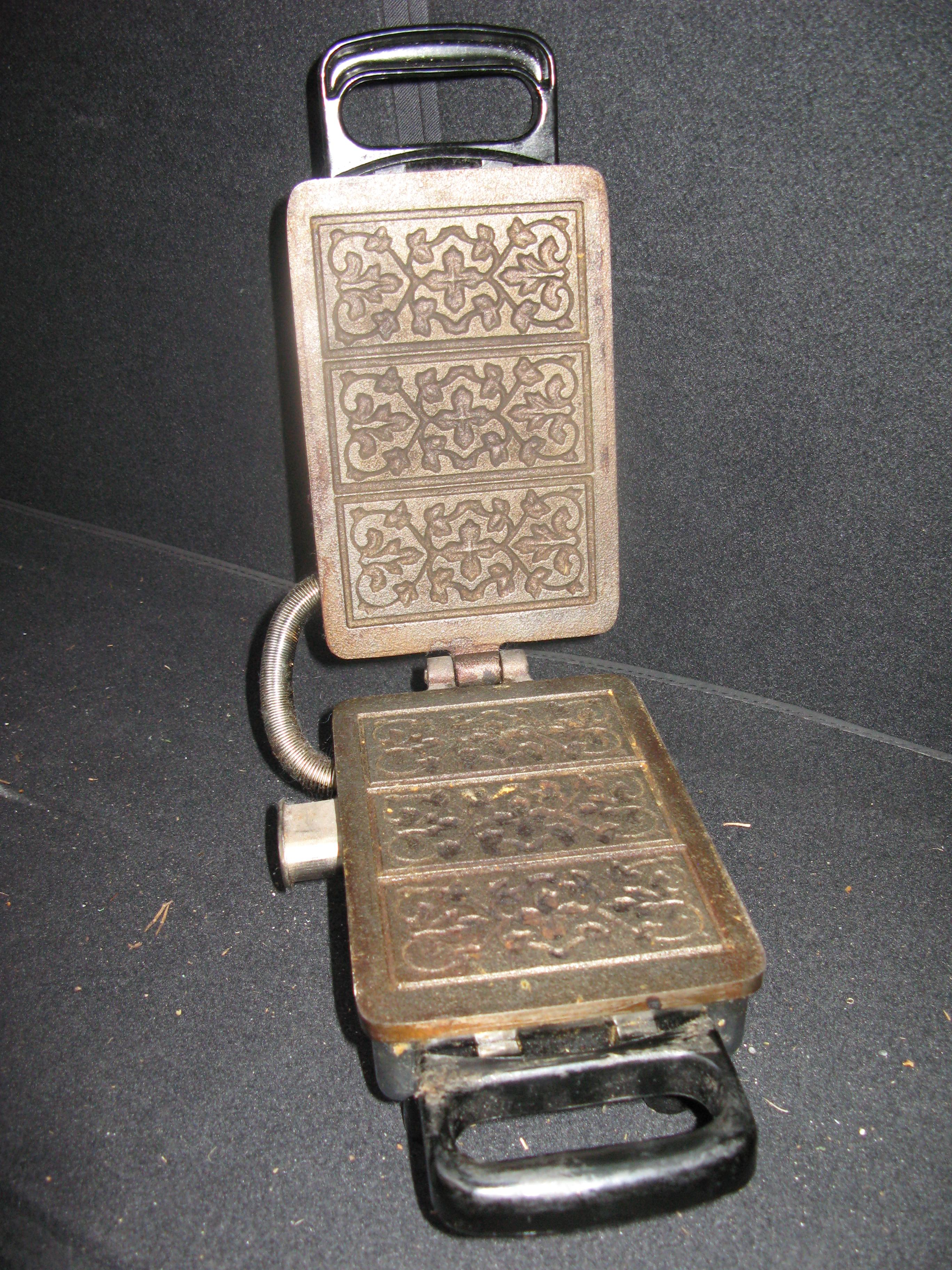
Moule à goro, un pain sucré norvégien.

## Moules à fromage
- Moule à fromage
- Faisselle

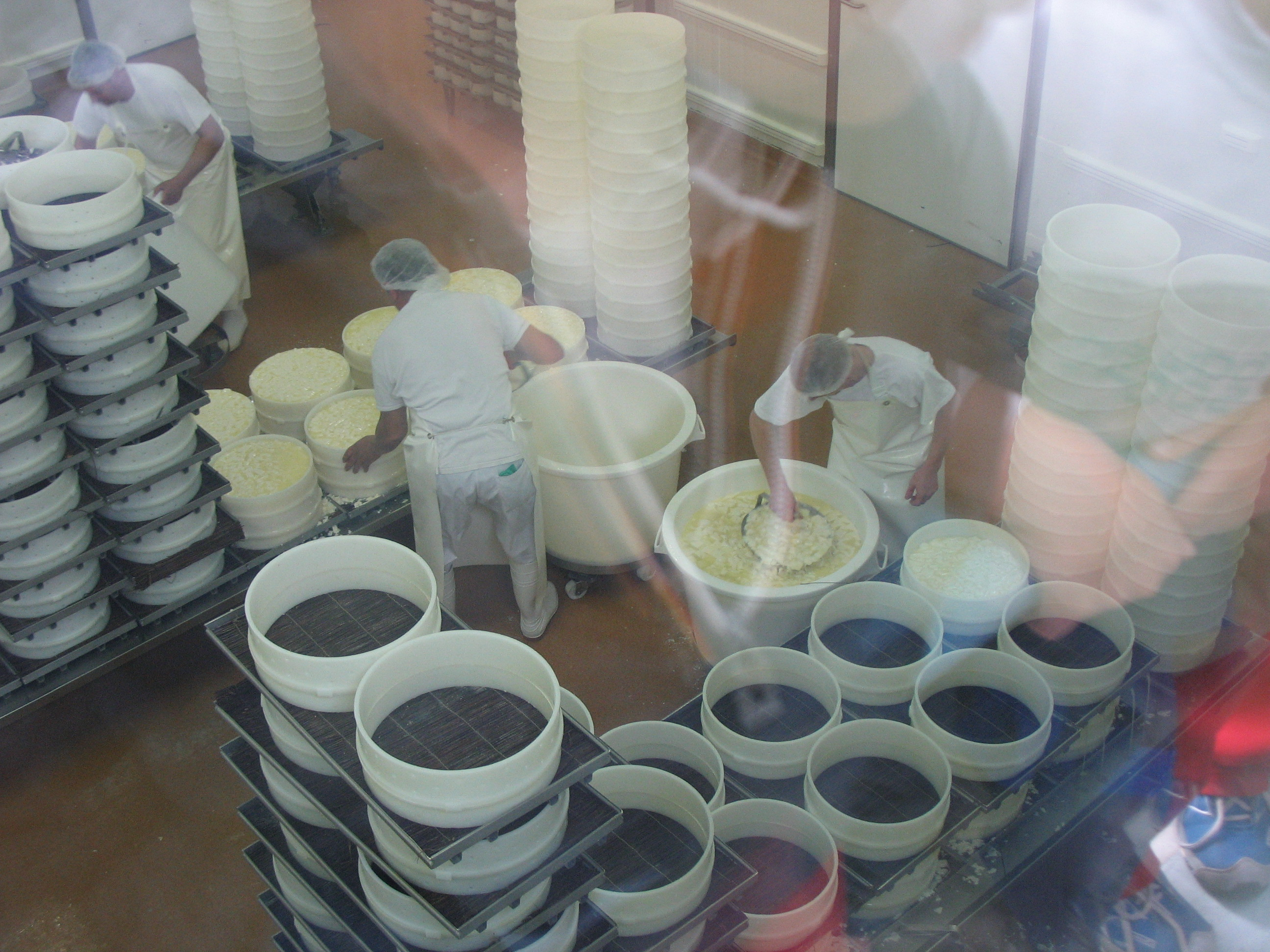
Moulage de fromages dans une laiterie.
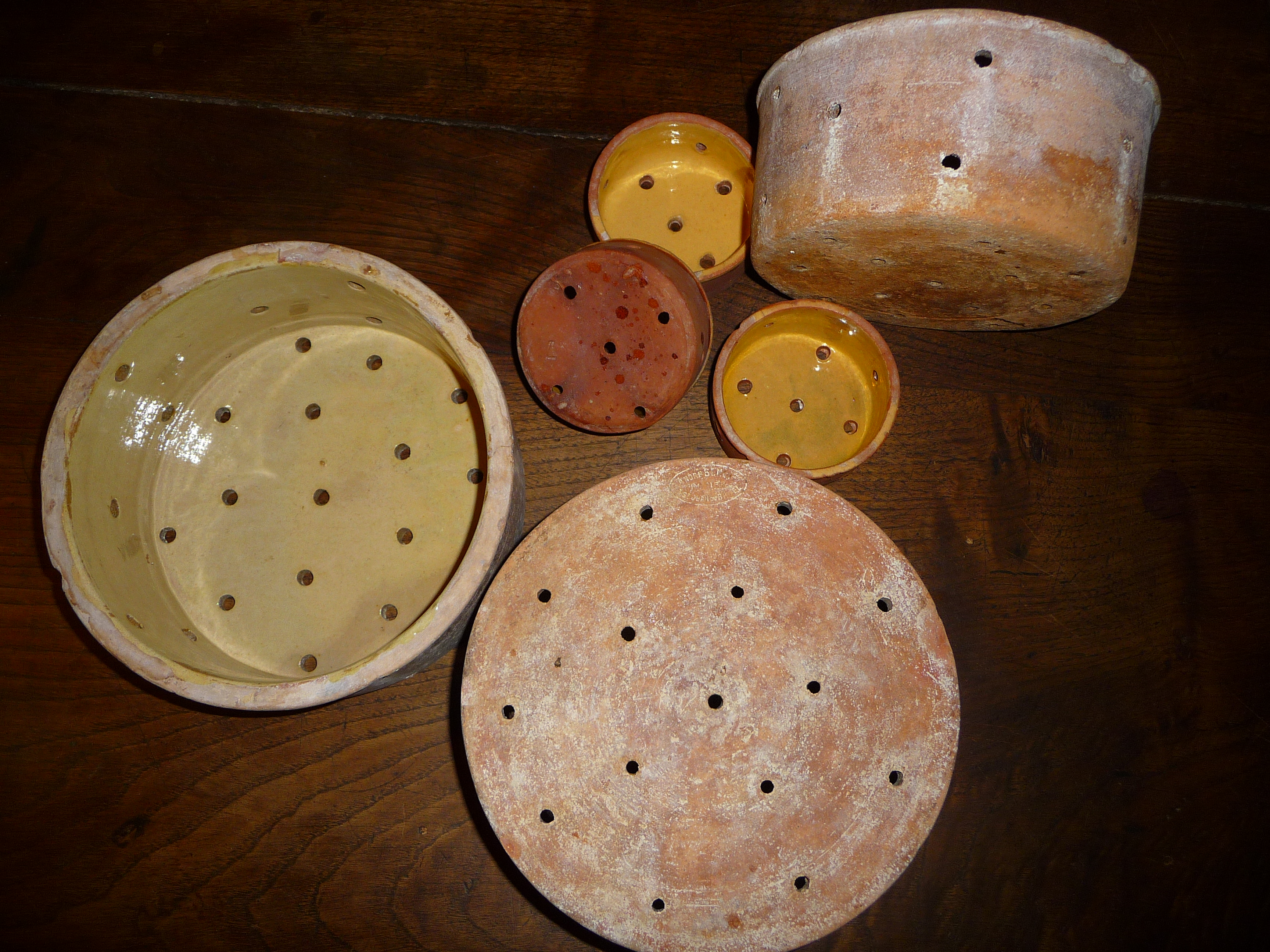
Vieux moules (faisselles) en terre cuite fabriqués à Saint-Jean-du-Bruel pour les fromages de brebis : pérail de ferme et roquefort.